# Maurits Hansen
Maurits Christopher Hansen (Modum, 5 luglio 1794 – Kongsberg, 16 marzo 1842) è stato uno scrittore e insegnante norvegese, noto per aver introdotto il genere letterario del romanzo in Norvegia.
Hansen, in anticipo rispetto ai contemporanei, scrisse quello che potrebbe essere il primo romanzo poliziesco, adottò tecniche letterarie solo più tardi riprese, per esempio, da Henrik Ibsen, fu pioniere nel sostenere che anche alle ragazze spettasse l'istruzione superiore e avanzò per primo una proposta per semplificare la grammatica norvegese.

## Biografia
Figlio di Carl Hansen (1757–1826), cappellano residente di Modum, e Abigael Wulfsberg (1758–1823), appena nato, si trasferì con la famiglia dapprima a Porsgrunn Maurits e, dal 1806, a Skedsmo (suo padre fu pastore in entrambi i luoghi). Dal 1809 Hansen fu iscritto alla Scuola della Cattedrale di Christiania. Completò gli studi nel 1814 e si iscrisse all'Università di Christiania per studiare lingua e estetica, ma, a causa della situazione economica non rosea, dovette lavorare per mantenersi e, ben presto, abbandonò gli studi. Nel 1815 divenne insegnante alla scuola pubblica di Christiania. L'anno successivo ottenne un posto migliore come insegnante presso l'Accademia Militare, dove fu anche bibliotecario per alcuni anni.
Il 20 ottobre 1816 sposò l'insegnante Helvig Leschly (23 aprile 1789 - 26 febbraio 1874).
Fu suocero di Eilert Sundt e quindi nonno di Einar Sundt. Insieme fondarono un istituto di istruzione superiore per ragazze, con durata del corso di due anni.
Successivamente, dal 1820, Maurits Hansen insegnò alla scuola secondaria inferiore borghese di Trondheim e, dopo cinque anni, ottenne un posto a contratto presso la Scuola Cattedrale di Trondheim.
Nel 1826 fu nominato editor per la scuola media di Kongsberg. Anche qui lui e sua moglie gestivano una scuola per ragazze. Tra le altre cose, insegnò alla figlia Katherine John, al fine di portarla fino al conseguimento del diploma scolastico, ma ella non visse abbastanza a lungo per sostenere l'esame. Se avesse fatto così, sarebbe diventata la prima artista femminile in Norvegia, ben quarant'anni prima di Cecilie Thoresen (1882).
Per qualche tempo, fu direttore del "numero della domenica di estetica" ("estetiske søndagsnummer") del quotidiano Hansen Morgenbladet e in seguito della rivista Den norske Huusven. Fu anche editore associato del Billed-Magazin for Børn (Rivista illustrata per bambini).
Fu membro della Reale Società Norvegese di Scienze e Lettere a Trondheim, tuttavia non ricevette l'incarico come insegnante di filosofia presso l'Università di Oslo, incarico per il quale aveva presentato domanda intorno al 1839.

## Opere e letteratura
Hansen fu uno dei maggiori esponenti del romanticismo norvegese.
Scrisse anche libri di testo e un'importante grammatica della lingua norvegese. Nella quinta edizione (1856), aveva elaborato una grammatica così radicalmente semplificata, che le proposte di modifica furono attuate soltanto in seguito nel 1900.
La carriera di scrittore di narrativa iniziò con la scrittura di Digtninger (1816), una raccolta di poesie e liriche, che conteneva anche un piccolo racconto, "Emil". 
Molto più tardi, ritornò alla lirica e alla "poesia idilliaca" con Norsk Idylkrands (Christiania, 1831).
Hansen è considerato l'autore del romanzo norvegese, scrivendo il suo primo romanzo Luren (1819). 
Scrisse anche un testo che può essere considerato il primo romanzo poliziesco della storia: Mordet paa Maskinbygger Roolfsen - Kriminalanekdote fra Kongsberg (L'assassinio del motorista Roolfsen - aneddoto criminale di Kongsberg) del 1839, due anni prima del celebre racconto di Edgar Allan Poe I delitti della Rue Morgue del 1841.
Oltre che per i racconti, per cui raggiunse livelli elevati, Maurits Hansen divenne il più noto fra i poeti della società norvegese, incluso Henrik Wergeland.
Hansen era ben informato sulla corrente romantica europea a lui contemporanea dello "Sturm und Drang" e fu influenzato da Friedrich de la Motte Fouqué e Sir Walter Scott. Nel corso di 20 anni, Hansen scrisse 80 racconti, con una vasta gamma di temi: dai racconti criminali alle rappresentazioni realistiche contemporanee fino ai racconti di storie gotiche e soprannaturali.
Henrik Ibsen apprese la tecnica del racconto retrospettivo dalle opere di Maurits Hansen.

## Elenco delle opere

### Narrativa
- Digtninger (1816)
- Othar af Bretagne (1819), riedito nel 1994: ISBN 82-7488-042-0
- Luren (1821)
- Keadan eller Klosterruinen (1825)
- Den norske Huusven (1827)
- Eventyret ved Rigsgrændsen (1828)
- Norsk Idyllekrands, 1831
- Jutulskoppen. En norsk Kriminal-Fortælling (1836)
- Samlede Noveller (1837)
- Den Forskudte (1838)
- Mordet paa Maskinbygger Roolfsen (1839-40), riedito nel 2004: ISBN 82-05-23928-2
- Tone (1843)
- Mauritz Hansens Noveller og Fortællinger, 8 bd. (1855-58)
- Brødrene (1866)

### Libri di testo
- Forsøg til en Grammatik i Modersmaalet (1822)
- Practisk Veiledning i Modersmaalet (1825)
- Kortfattet latinsk lexikon (1831)
- Omrids af Geographien til Brug for Begyndere, især i Borger- og Almueskoler (1831)
- ABC instructif four apprendre aux enfans les elemens de la langue francaise (1833)
- Systematisk fremstilling af det latinske sprogs combinationslære (1834)
- Skolegrammatik i det franske Sprog (1834)
- Almindelig Verdenshistorie fra de ældste indtil vore Tider (1838)
- Julies Brevsamling. Praktisk Veiledning til Brevstil for unge Fruentimmer (1840)